# Габитус (социология)
Га́битус — одно из основных понятий в теории Пьера Бурдьё, которое трактуется как «система приобретённых схем, действующих на практике как категории восприятия и оценивания или как принцип распределения по классам, в то же время как организационный принцип действия». Термином также пользовались в своих работах Марсель Мосс и Норберт Элиас, однако именно Бурдьё разработал и представил его в такой форме, в которой он используется в современной социологии.

Система диспозиций, порождающая и структурирующая практику агента и его представления. Он позволяет агенту спонтанно ориентироваться в социальном пространстве и реагировать более или менее адекватно на события и ситуации… Габитус, по Бурдьё, есть в одно и то же время порождающий принцип, и принцип классификации практик в представлении агентов.

По Бурдьё, объективная социальная среда производит габитус — «систему прочных приобретённых предрасположенностей»; в дальнейшем они используются индивидами как исходные установки, которые порождают конкретные социальные практики индивидов. Поступки индивида в неожиданной ситуации определяются характером его социализации.

Поскольку габитус есть бесконечная способность свободно (но под контролем) порождать мысли, восприятия, выражения чувств, действия, а продукты габитуса всегда лимитированы историческими и социальными условиями его собственного формирования, то даваемая им свобода обусловлена и условна, она не допускает ни создания чего-либо невиданно нового, ни простого механического воспроизводства изначально заданного.